# Джеймс ван Рімсдайк
Джеймс ван Рімсдайк (англ. James van Riemsdyk; 4 травня 1989, м. Міддлтаун, США) — американський хокеїст, лівий нападник. Виступає за «Торонто Мейпл-Ліфс» у Національній хокейній лізі.
Виступав за Університет Нью-Гепмшира (NCAA), «Філадельфія Фантомс» (АХЛ), «Філадельфія Флайєрс».
В чемпіонатах НХЛ — 196 матчів (47+52), у турнірах Кубка Стенлі — 32 матчі (10+3).
У складі національної збірної США учасник чемпіонату світу 2011 (2 матчі, 1+0). У складі молодіжної збірної США учасник чемпіонатів світу 2007, 2008 і 2009. У складі юніорської збірної США учасник чемпіонатів світу 2006 і 2007.
Брат: Тревор ван Рімсдайк.
Досягнення
- Бронзовий призер молодіжного чемпіонату світу (2007)
- Переможець юніорського чемпіонату світу (2006), срібний призер (2007).